# Philipp Hill
Philipp Valentin Hill (* 10. November 1887 in Uelversheim im Landkreis Mainz-Bingen; † 8. Dezember 1961 in Gießen) war ein deutscher Jurist und Oberbürgermeister der Stadt Gießen.

## Leben
Nach dem Abitur am Realgymnasium Mainz im Jahre 1908 absolvierte Philipp Hill ein Studium der Rechts- und Staatswissenschaften an der Justus-Liebig-Universität Gießen und der Humboldt-Universität zu Berlin. Im November 1912 legte er in Gießen die erste juristische Staatsprüfung ab, wurde Referendar am Amtsgericht Oppenheim und meldete sich anschließend als Einjährig-Freiwilliger beim Füsilier-Regiment Nr. 3 in Mainz. Er musste Kriegsdienst leisten und setzte sein Referendariat am Landgericht Gießen fort, um im März 1920 das große juristische Staatsexamen abschzuschließen. Im Dezember 1923 promovierte er zum Dr. jur. und erhielt eine Anstellung als Gerichtsassessor beim Amtsgericht Alzey und später in Osthofen.
Im Februar 1921 zum Bürgermeister in Alzey ernannt, wurde er im Januar 1923, wie nahezu alle Amtsinhaber in Rheinhessen und der Rheinpfalz,  von der französischen Besatzungsmacht in das nicht besetzte hessische Gebiet ausgewiesen.
Im Februar 1933 wählte ihn die Stadtverordnetenversammlung von Alzey erneut zum Bürgermeister der Stadt. Er wurde SA-Oberscharführer. Als Bürgermeister forderte er 1941/42 die NSDAP-Kreisleitung Alzey sowie die Gestapo-Außenstelle Mainz schriftlich auf, die Jüdin Berta Frank zu deportieren.
Am 7. September 1942 wurde er Oberbürgermeister von Gießen und am 17. April 1945 durch die amerikanische Militärregierung entlassen. Hill kam in ein Internierungslager und lebte nach seiner Entlassung als Ruheständler in Gießen. 1948 wurde er wegen Verbrechen gegen die Menschlichkeit angeklagt, ein Jahr später jedoch freigesprochen. Nach der Revision durch die Staatsanwaltschaft wurde das Urteil aufgehoben und Hill wegen Verbrechens gegen die Menschlichkeit und Freiheitsberaubung mit Todesfolge zu einer Gefängnisstrafe von 10 Monaten verurteilt. Nachdem er Revision eingelegt hatte, wurde auch dieses Urteil aufgehoben. 1953 wurde das Verfahren auf der Grundlage des Gesetzes über die Gewährung von Straffreiheit von 1949 endgültig eingestellt.